# Giovanni Battista Viotti
Giovanni Battista Viotti (1755-1824) là nhà soạn nhạc, nghệ sĩ đàn violin, nhà sư phạm người Ý.

## Cuộc đời và sự nghiệp
Giovanni Battista Viotti là nghệ sĩ violin trong cung đình ở Turin từ năm 1775. Năm 1780, Viotti rời Ý, sống chủ yếu tại Paris và London. Từ năm 1819 đến năm 1822, ông trở thành giám đốc Nhà hát Opera Italia tại Paris.

## Phong cách âm nhạc
Giovanni Battista Viotti là nghệ sĩ violin lớn nhất thời ấy và là người sáng lập trường phái hiện đại của lối chơi violin cổ điển., có ảnh hưởng sâu sắc đến nghệ thuật chơi violin, nhất là tại Pháp.

## Tác phẩm
Giovanni Battista Viotti đã viết:
- 29 bản concerto cho violin, trong đó bản số 22 là đặc biệt nổi bật
- 21 bản tứ tấu đàn dây
- 21 bản tam tấu đàn dây
- Nhiều bản song tấu violin
- Các bản concerto cho piano
- Tứ tấu sáo
- Nhiều tác phẩm khác